# Isidis Planitia

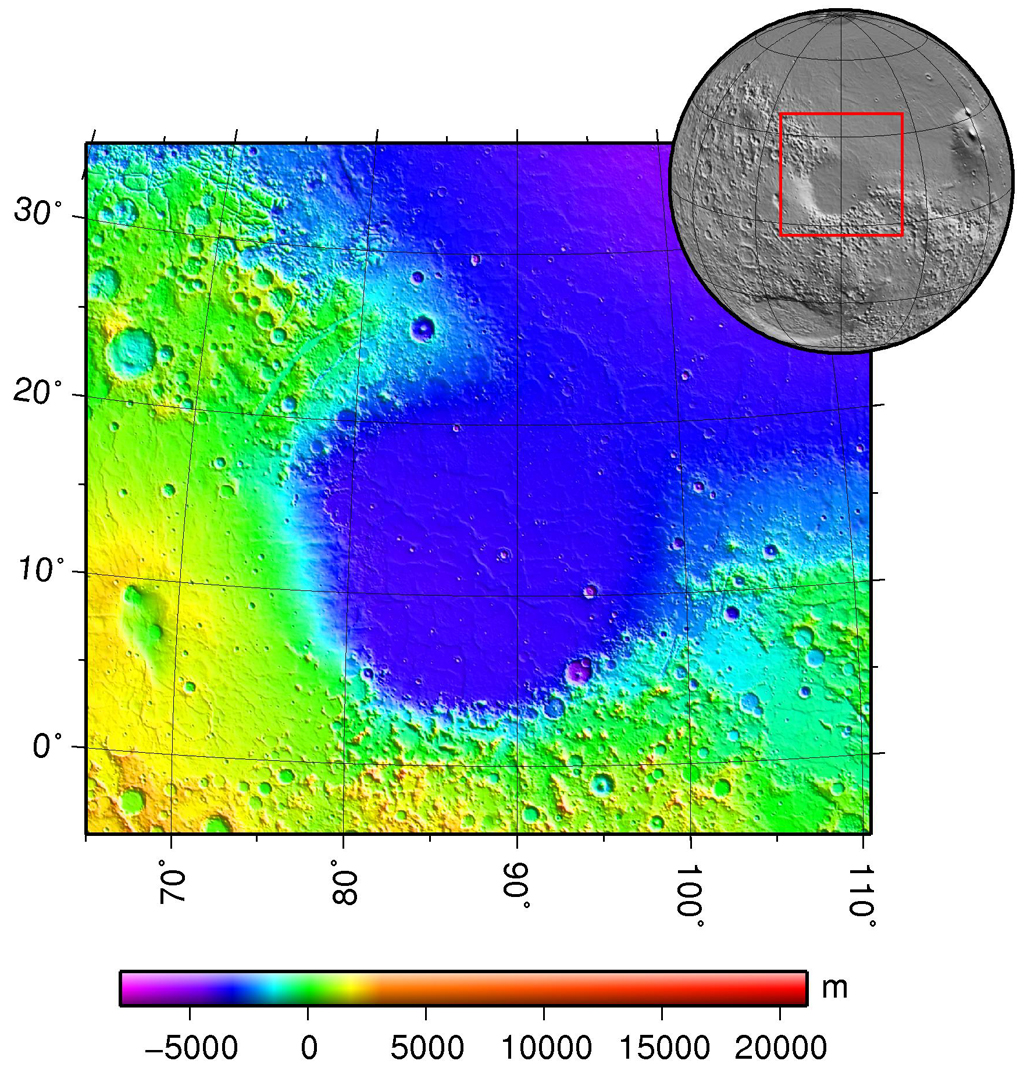
Topografische hoogtekaart van Isidis Planitia, met valse kleuren.

Isidis Planitia is een vlakte in een grote inslagkrater op Mars, rond 12° 54′ 0″ Noord, 87° 0′ 0″ Oost.
Isidis ligt ten noorden van Hellas Planitia. Het is de op twee na grootste inslagstructuur op Mars, na  de bassins van Hellas Planitia en Argyre Planitia. 
Isidis meet ongeveer 1500 km in diameter. De Beagle 2-lander stond op het punt om te landen in het oostelijke deel van Isidis Planitia in december 2003, toen de communicatie met het ruimtevaartuig uitviel.
Pal aan de westkant van Isidis ligt Syrtis Major, een vlakke schildvulkaan die een opvallend donkere vlek op Mars vormt en na Isidis ontstond.